# Luka Svetina
Luka Svetina, slovenski novinar, televizijski voditelj in športni komentator, * 27. januar 1987, Jesenice.
Svetina je bil pet let novinar in voditelj oddaj na Nova24TV, od 28. septembra 2022 do 15. septembra 2023 pa je na TV Slovenija vodil dnevnoinformativno oddajo Odmevi. Trenutno je zaposlen na Planet TV, kjer vodi poročila Planet 18.

## Novinarsko delo
Diplomiral je na Fakulteti za družbene vede v Ljubljani. Prve korake v novinarstvu je naredil kot sodelavec športnega novinarja Mirana Ališiča, kot komentator dirk Formule 1. Vlogo športnega komentatorja je nadaljeval na televiziji Sportklub, kjer je delal do leta 2018.

### Nova24TV (2017–2022)
K delu na televiziji Nova24TV je Svetino povabil takratni novinar in nekdanji poslanec SDS Jure Ferjan. Tam je delal pet let, vodil je različne oddaje kot so Drugorazredni, Tema dneva in Razkrito. Pred volitvami v Državni zbor 2022 je Nova24 sodelovala s Planet TV, zato je skupaj z Valentino Plaskan vodil predvolilna soočenja Slovenija izbira. Konec aprila 2022 je televizijo zapustil.

### Domovina (2022– )
Maja 2022 se je pridružil novinarski ekipi tednika Domovina. Tam piše tako za spletni portal kot tudi za tedenski časnik, prav tako pa vodi pogovorno oddajo Vroča tema. Z vodenjem je vmes prekinil zaradi posvečanja delu na RTV Slovenija, od marca 2024 pa oddajo zopet vodi.

### RTV Slovenija (2022–2024)
Avgusta 2022 je po spletu zaokrožila informacija, da naj bi Luka Svetina postal novi voditelj oddaje Odmevi na TV Slovenija. Slednja je v septembru informacijo potrdila; Svetina se je pridružil obstoječi ekipi kot četrti voditelj, oddajo pa vodil okoli petkrat mesečno. Prav tako je še naprej ostal del ekipe medija Domovina.
22. septembra 2023 je bil s strani nove odgovorne urednice umaknjen z mesta voditelja Odmevov. Na RTV je še naprej deloval kot novinar informativnega programa.
Februarja 2024 je Luka Svetina dal odpoved na RTV Slovenija. Kot razlog je navedel "nove izzive", načrtov za prihodnost pa ni razkril.

### Planet TV (2024– )
S 1. marcem 2024 je postal del informativnega programa na televiziji Planet TV. Od 30. marca 2024 je poleg dela novinarja tudi voditelj dnevnoinformativne oddaje Planet 18, od 13. oktobra pa je z začetkom 5. sezone začel voditi še oddajo Ura moči.